# The King of Fighters All-Star
The King of Fighters All-Star es un videojuego de rol de acción para dispositivos móviles iOS Y Android, desarrollado por Netmarble Games y distribuido por SNK. Está basado en la saga de videojuegos de lucha The King of Fighters, dejando a un lado las peleas e incursionando el género ARPG. Fue anunciado en el evento Chokaigi 2017, y el 28 de mayo de 2018 se lanzó un teaser del videojuego. En Japón, el 15 de junio inició un proceso de registro previo del videojuego, que recompensó a los usuarios que lograron ciertos hitos. Fue lanzado el 26 de julio de 2018 en Japón.

## Jugabilidad
El videojuego, a pesar de estar basado en la saga de videojuegos The King of Fighters, tiene un modo de juego diferente, enfocándose en el género de rol de acción combinado con combates en tiempo real. Cuenta con personajes procedentes de entregas anteriores, desde The King of Fighters '94  hasta The King of Fighters XIV, así como personajes originales del juego KOFAS. Además de tener diferentes colaboraciones con otros juegos y animes entre ellos Seven Knights, Nanatsu no Taizai,  Dead or Alive 6 y su colaboración más reciente con Guilty Gear Xrd REV 2.

## Promoción
The King of Fighters All-Star fue anunciado en el evento Chokaigi 2017, y el primer teaser se lanzó el 28 de mayo de 2018. El 14 de junio se lanzaron trailers de varios personajes, y el 21 de junio se lanzó uno de los personajes en general. En agosto de 2018 Netmarble anunció que el juego podría lanzarse fuera de Japón a finales del año.

## Personajes

### Originales de The King of Fighters
- Kyo Kusanagi
- Iori Yagami
- Benimaru Nikaido
- Goro Daimon
- Shingo Yabuki
- Mature
- Vice
- Chin Gentsai
- Heavy D!
- Lucky Glauber
- Brian Battler
- Chang Koehan
- Choi Bounge
- Leona Heidern
- Chizuru Kagura
- Yashiro Nanakase
- Chris
- Shermie
- Leopold Goenitz
- Rugal Bernstein
- Orochi
- Saisyu Kusanagi
- K'
- Kula Diamond
- Whip
- Maxima
- Hinako Shijou
- Vanessa
- Ramon
- Seth
- Lin
- Bao
- May Lee Jinju
- Angel
- Foxy
- Krizalid
- Zero Clone
- Zero
- Igniz
- Ash Crimson
- Mukai
- Adelheid
- Shion
- Sylvie Paula Paula
- Mian

### Originales deFatal Fury/Garou
- Terry Bogard
- Andy Bogard
- Joe Higashi
- Mai Shiranui
- Blue Mary
- Kim Kaphwan
- Billy Kane
- Ryuji Yamazaki
- Li Xiangfei
- Wolfgang Krauser
- Geese Howard
- Alice
- B. Jenet
- Rock Howard

### Originales deArt of Fighting
- Ryo Sakazaki
- Takuma Sakazaki
- Robert Garcia
- Yuri Sakazaki
- King
- Eiji Kisaragi
- Kasumi Tōdō
- Mr. Big

### Originales deSamurai Shodown
- Haohmaru
- Genjuro Kibagami
- Nakoruru
- Ukyo Tachibana
- Rimururu
- Charlotte de Colde
- Shiro Tokisada Amakusa

### Originales deIkari Warriors
- Ralf Jones
- Clark Still
- Heidern

### Originales de Psycho Soldier
- Athena Asamiya
- Sie Kensou

### Personajes invitados

#### Gintama
- Gintoki Sakata
- Kagura
- Shinsuke Takasagi
- Isao Kondou
- Sougo Okita
- Toushirou Hijikata

#### Tekken
- Jin Kazama
- Kazuya Mishima
- Heihachi Mishima
- Ling Xiaoyu
- Paul Phoenix

#### World Wrestling Entertainment
- John Cena
- The Undertaker
- The Rock
- Seth Rollins
- Kofi Kingston
- Becky Lynch

#### Seven Knights
- Shane
- Rachel
- Rudy
- Eileen
- Dellons

#### Nanatsu no Taizai
- Melodias
- Elizabeth Liones
- Merlín
- King
- Ban

#### Dead or Alive 6
- Marie Rose
- Honoka
- Nyotengu
- Kasumi (Dead or Alive)
- Marie Rose (angel of paradise)
- Honoka (angel of paradise)
- Nyotengu (angel of paradise)
- Kasumi (angel of paradise)

#### Guilty Gear XrdREV 2
- Dizzy (personaje)
- I-No
- May (Guilty Gear)
- Sol Badguy
- Ramlethal Valentine